# سفارة أستراليا في إندونيسيا
سفارة أستراليا في إندونيسيا هي أرفع تمثيل دبلوماسي لدولة أستراليا لدى إندونيسيا. تقع السفارة في جاكرتا وهي تهدف لتعزيز المصالح الأسترالية في إندونيسيا.

## وصلات خارجية
- قائمة سفارات أستراليا
- قائمة السفارات في إندونيسيا